# روشنک گرامی
روشنک گرامی (زاده ۱ مهر ۱۳۶۲ در تهران) بازیگر ایرانی است وی در فیلم‌های قاعده تصادف و هلن به ایفای نقش پرداخته‌است.

## تحصیلات
روشنک گرامی لیسانس مهندسی معماری را از دانشگاه سوره گرفت و در سال ۱۳۸۵ در رشته کارگردانی تئاتر دانشگاه آزاد اسلامی قبول شد.

## فیلم‌شناسی

### سینما
| سال  | نام فیلم                  | کارگردان       |
| ---- | ------------------------- | -------------- |
| ۱۴۰۳ | شاید جای دیگری            | علی تصدیقی     |
| ۱۴۰۲ | ریحان                     | عباس رافعی     |
| ۱۴۰۱ | بعد از رفتن               | رضا نجاتی      |
| ۱۴۰۰ | کوزوو                     | میثم هاشمی‌طبا  |
| ۱۴۰۰ | شبگرد                     | فرزاد مؤتمن    |
| ۱۴۰۰ | لایه‌های دروغ              | رامین سهراب    |
| ۱۳۹۹ | لب خط                     | علی جبارزاده   |
| ۱۳۹۸ | آذر ۷ صبح                 | مسعود فرجام    |
| ۱۳۹۵ | یک کامیون غروب            | ابوالفضل صفاری |
| ۱۳۹۵ | یک کیلو و بیست و یک گرم   | رحیم طوفان     |
| ۱۳۹۴ | هلن                       | علی‌اکبر ثقفی   |
| ۱۳۹۴ | خانه دیگری                | بهنوش صادقی    |
| ۱۳۹۴ | آخرین بار کی سحر را دیدی؟ | فرزاد مؤتمن    |
| ۱۳۹۳ | تابو                      | خسرو معصومی    |
| ۱۳۹۲ | ملبورن                    | نیما جاویدی    |
| ۱۳۹۱ | قاعده تصادف               | بهنام بهزادی   |
| ۱۳۹۱ | هیچ‌کجا هیچ‌کس              | ابراهیم شیبانی |
| ۱۳۹۰ | جنایت و مکافات            | عباس رافعی     |
| ۱۳۸۹ | هفت خط                    | سعید آقاخانی   |
| ۱۳۸۹ | صلات ظهر                  | افشین صادقی    |
| ۱۳۸۶ | آخرین گره خورشید          | همایون اسعدیان |

### شبکه نمایش خانگی
| سال  | نام فیلم | کارگردان      |
| ---- | -------- | ------------- |
| ۱۴۰۱ | آکتور    | نیما جاویدی   |
| ۱۴۰۱ | آمستردام | مسعود قراگزلو |
| ۱۳۹۸ | هم‌گناه   | مصطفی کیایی   |

### تلویزیون
| سال  | نام فیلم                                         | کارگردان         |
| ---- | ------------------------------------------------ | ---------------- |
| ۱۳۹۸ | سرگذشت                                           | سیدجمال سیدحاتمی |
| ۱۳۹۶ | گمشدگان                                          | رضا کریمی        |
| ۱۳۹۲ | شاید برای شما اتفاق بیفتد (اپیزود «پیش از سقوط») | احمد معظمی       |
| ۱۳۹۰ | دسر توت‌فرنگی                                     | محمدرضا حاجی‌باشی |
| ۱۳۸۹ | فاصله‌ها                                          | حسین سهیلی‌زاده   |

### فیلم کوتاه
| سال  | نام فیلم           | کارگردان          |
| ---- | ------------------ | ----------------- |
| ۱۴۰۲ | بعد از نیمه شب     | محمد باقری        |
| ۱۳۹۸ | نفر سوم            | پویا امین پور     |
| ۱۳۹۷ | هِیَ، هُوَ             | امیرسجاد حسینی    |
| ۱۳۹۴ | بوسه با چشمان بسته | روح‌الله صدیقی     |
| ۱۳۹۴ | سکوت کن            | حسین امیری دوماری |
| ۱۳۹۰ | گنگ خواب دیده      | علی عطشانی        |
| ۱۳۹۰ | پروانه‌ها           | ناصر رفائی        |

## تئاتر
| نام تئاتر                         | کارگردان      | نویسنده          |
| --------------------------------- | ------------- | ---------------- |
| شام یکشنبه                        | محمد قنبری    | دیانا گرنت       |
| فراموشی                           | داریوش ربیعی  | داریوش ربیعی     |
| همچون شبنمی چشم بسته و آغوش گشوده | علی نرگس نژاد | محمدرضا کوهستانی |
| رؤیای نیمه‌شب تابستان              | مصطفی کوشکی   | ویلیام شکسپیر    |
| بازی یالتا                        | لوون هفتوان   | برایان فریل      |